# Штајг
Штајг (њем. Staig) општина је у њемачкој савезној држави Баден-Виртемберг. Једно је од 55 општинских средишта округа Алб-Донау-Крајс. Према процјени из 2010. у општини је живјело 3.181 становника. Посједује регионалну шифру (AGS) 8425138.

## Географски и демографски подаци
Штајг се налази у савезној држави Баден-Виртемберг у округу Алб-Донау-Крајс. Општина се налази на надморској висини од 502 метра. Површина општине износи 17,7 km². У самом мјесту је, према процјени из 2010. године, живјело 3.181 становника. Просјечна густина становништва износи 179 становника/km².